# 千咲村
千咲村（せんさきむら）は福島県河沼郡にあった村。現在の喜多方市高郷町大田賀・山都町三津合にあたる。

## 地理
- 河川：阿賀川、只見川

## 歴史
- 1889年（明治22年）4月1日 - 町村制の施行により、大田賀村、三津合村の区域をもって発足。
- 1955年（昭和30年）
  - 3月1日 - 大字三津合が耶麻郡山都町に編入。
  - 3月31日 - 高寺村・新郷村および耶麻郡山郷村と合併して河沼郡高郷村が発足。同日千咲村廃止。

## 交通

### 鉄道路線
村域に鉄道路線は存在しなかったが、阿賀川対岸の耶麻郡山都町に日本国有鉄道磐越西線の山都駅が所在した。